# Afra
Afra is een geslacht van vlinders van de familie snuitmotten (Pyralidae), uit de onderfamilie Epipaschiinae.

## Soorten
- A. aethalea Ghesquière, 1942
- A. cinerea Ghesquière, 1942
- A. zophoptera Ghesquière, 1942